# 2004-es dominónap
A 2004-es dominónapot a hollandiai Leeuwardeni FEC csarnokban rendezték meg. A világrekord-kísérletet 2004. november 12-én tartották. A dominónap témája, így egyben címe is: „A kihívás”. A elnevezésre magyarázattal az előző évek sikertelen rekordkísérletei szolgálnak. 2004-ben vezette be Robin Paul Weijers és csapata az élőben építés látványelemét, amely az „Építők kihívása”, eredeti angol nyelven a Builders Challenge nevet kapta.

## Az Építők kihívása
Az Építők kihívása a 2004-es dominónapon bevezetett látványos show-eleme a dominónapoknak. A 2004-es dominónapon 3 darab egyenként 100 000 dominós mezőt kellett összekötni a főáramvonallal. A 3 kihívás közül az első sikerült, amit egy holland fiú és egy magyar lány, Marosy Veronika épített. A másik két élőben építés feladatot nem sikerült teljesíteni.